# Het Park (televisieserie)
Het Park was een Vlaamse televisieserie die van 1993 tot 1995 liep. Het Park wordt beschouwd als de eerste soap van de VRT, zij het dat de uitzendfrequentie niet dagelijks, maar wekelijks was.

## Het verhaal
De reeks speelt zich af in de woonwijk "Het Park".
Jacky Debusschere is verzekeringsmakelaar. Hij is gehuwd met Martine, een bankbediende. De grote hobby van Jacky is sport. Hij begeleidt de jonge atleet Dirk Vandenbroek. Vandenbroek heeft een kwakkelende relatie met de jonge advocate Ine Delcourt. Daarnaast heeft hij ook problemen met Bodo, zijn rivaal.
De zus van Martine, Marie-Jeanne, zorgt voor veel problemen wanneer ze vervroegd uit Afrika terugkeert.
In "Het Park" bevindt zich ook een taverne (De Rotonde) uitgebaat door Fernand Devuyst. Fernand heeft een passionele relatie met zijn dienster Amanda. Fernands tante Lizzy heeft de dood van haar man nooit kunnen verwerken maar vindt opnieuw haar grote liefde bij groenteman Robert.
William Goyvaerts is een voormalig elektricien. Hij werd werkonbekwaam door een zware hersenvliesontsteking en dat drukt zwaar op de gemoedstoestand van hem en zijn vrouw Kathy. Kathy sterft na een ongeval.
Ilona Szondi is pas in "Het Park" komen wonen. Ze heeft problemen met haar man. Ine, haar advocate raadt haar aan om zo snel mogelijk te scheiden.

## Rolverdeling
- Ron Cornet - Jacky Debusschere (1993-1995)
- Anneleen Cooreman - Martine Debusschere (1993-1995)
- Kristine Arras - Marie-Jeanne (1993-1994)
- Dirk Meynendonckx - Dirk Vandenbroek (1993-1995)
- Karen Van Parijs - Ine Delcourt (1993-1995)
- Jean Verbert - Bodo (1993-1995)
- Lucas Van den Eynde - Fernand Devuyst (1993-1995)
- Mieke Delanghe - Amanda (1993-1995)
- Janine Bischops - Lizzy (1993-1995)
- Raymond Bossaerts - Robert (1993-1995)
- Geert Vermeulen - William Goyvaerts (1993-1995)
- Els de Schepper - Kathy (1993)
- Monika Dumon - Ilona Szondi (1993-1995)
- Mieke Verheyden - Charlotte (1993-1995)
- Willy Vandermeulen - Louis (1993-1995)
- Emmy Leemans - Gaby (1993-1995)
- Lut Tomsin - Liesbeth (1993-1994)
- Ben Van Ostade - Mario (1993-1994)
- Steven van Watermeulen - Armand (1993)
- Ann Moreel - Mieke (1993-1995)
- Katrien De Becker - Tamara (1993-1995)
- Mark Tijsmans - Bart (1993-1995)
- Hilde Breda - Laura (1993-1995)
- Hilde Gijsbrechts - Wendy (1993-1994)
- Pim Hens - Pim (1993-1995)
- Oswald Versyp - Roeland (1993)

## Gastacteurs
- Oswald Versyp - vader Bodo/Roeland
- Peter Van Asbroeck - Boef
- Mark Willems - Bookmaker
- Kurt Defrancq - Kinesist
- Guido D'hont - Postbode